# Lijst van rijksmonumenten in Nistelrode
De plaats Nistelrode telt 9 inschrijvingen in het rijksmonumentenregister. Hieronder een overzicht.
| Object | Oorspronkelijke functie?  | Bouwjaar                    | Architect    | Locatie           | Coördinaten?                  | Nr.?   | Afbeelding        |
| --- | ------------------------- | --------------------------- | ------------ | ----------------- | ----------------------------- | ------ | ----------------- |
| Windlust | Industrie- en poldermolen | 1532 / 1898 / 1974          |              | Molenerf 1        | 51° 42' 20" NB, 5° 33' 52" OL | 30634  | Meer afbeeldingen |
| H. Lambertuskerk | Kerk en kerkonderdeel     | 1842                        |              | Laar 49           | 51° 42' 0" NB, 5° 33' 43" OL  | 30635  | Meer afbeeldingen |
| Boerderij op T-vormige plattegrond, met dwarshuis onder rieten schilddak, met dwars- en middenlangsdeel onder rieten wolfdak | Boerderij                 | 17e-18e eeuw                |              | Loosbroekseweg 80 | 51° 40' 57" NB, 5° 31' 16" OL | 30636  | Meer afbeeldingen |
| Boerderij | Boerderij                 | 19e eeuw                    |              | Erenakkerstraat 5 | 51° 41' 47" NB, 5° 36' 1" OL  | 30637  | Meer afbeeldingen |
| Terrein waarin vier grafheuvels                                                                                              | Archeologisch monument    | Neolithicum en/of Bronstijd |              |                   | 51° 42' 25" NB, 5° 35' 40" OL | 45827  | Meer afbeeldingen |
| Terrein waarin sporen van bewoning                                                                                           | Archeologisch monument    | Romeinse tijd               |              |                   | 51° 43' 32" NB, 5° 33' 49" OL | 45828  | Meer afbeeldingen |
| Boerderij van het kortgeveltype, in 1875 opgetrokken in een ambachtelijk-traditionele bouwtrant                              | Boerderij                 | 1875                        |              | Achterstraat 16   | 51° 41' 54" NB, 5° 33' 55" OL | 520579 | Meer afbeeldingen |
| Boerderij van het langgeveltype                                                                                              | Boerderij                 | 1934                        | H. Tibosch   | Laar 2            | 51° 42' 15" NB, 5° 33' 40" OL | 520587 | Meer afbeeldingen |
| Voormalig gemeentehuis | Bestuursgebouw en onderdl | 1938                        | C. Roffelsen | Raadhuisplein 1   | 51° 42' 4" NB, 5° 33' 43" OL  | 520588 | Meer afbeeldingen |